# Pīshākhor
Pīshākhvor (persiska: پیشاخور, Pīshākhūr) är en ort i Iran.   Den ligger i provinsen Khorasan, i den nordöstra delen av landet, 700 km öster om huvudstaden Teheran. Pīshākhvor ligger 1 622 meter över havet och antalet invånare är 125.
Terrängen runt Pīshākhvor är huvudsakligen platt, men norrut är den kuperad. Runt Pīshākhvor är det ganska glesbefolkat, med 25 invånare per kvadratkilometer. Närmaste större samhälle är Khorram, 10,6 km söder om Pīshākhvor. Omgivningarna runt Pīshākhvor är i huvudsak ett öppet busklandskap.